# Juan Carlos Eguillor
Juan Carlos Eguillor Uribarri (San Sebastián, 15 de agosto de 1947 - Madrid, 21 de marzo de 2011) fue un historietista, ilustrador, pintor y grabador español que también destacó en otras áreas artísticas como el vídeo experimental. Entre el gran público es conocido por sus ilustraciones y tiras cómicas aparecidas en diversos diarios y revistas. Era tío del cineasta Borja Cobeaga. Pese a haber nacido en San Sebastián, vivió la mayor parte de su vida en Bilbao y Madrid.

## Trayectoria como artista

### Inicios
Se interesó desde muy joven en diversos campos de la creación gráfica por lo que abandonó los estudios de periodismo que había iniciado para dedicarse al humor gráfico. Su estilo inicial era bastante naif, influenciado por el pop art británico. Su primera tira cómica fue Mari Aguirre, publicada semanalmente en 1968 en el diario El Correo Español-El Pueblo Vasco. Este personaje se volvió a publicar en diversos diarios vascos; en 1971, de nuevo en El Correo y en Egin, entre 1977 y 1980. Posteriormente, retomaría el personaje en El Correo con Las nuevas aventuras de Mari Aguirre.
De 1975 a 1977, creó en euskera la serie Krisket eta Popolo que se publicó en Komikia, un suplemento de historietas que se distribuyó en diversos diarios vascos. Colaboró con la revista Euskadi Sioux, de la que solo se editaron siete números en 1979, pero que tuvo notable influencia. También en esta década colaboró con revistas y diarios de tirada nacional como Hermano Lobo, Triunfo, Diario 16, Fotogramas o El País, en el que editó las series Los cuentos de la abuelita, Potolos y Miss Martiartu, personaje bautizado con el nombre de un club social de la época.

### Trayectoria posterior y trabajos en otros ámbitos
A partir de 1980 comenzó a trabajar con fotocopiadora y a interesarse por el videoarte, tras un periodo de formación en 1985 en el Instituto Pratt de Nueva York que lo puso en contacto con las técnicas más avanzadas de la época. Su primera obra de este tipo es Bilbao, la muerte por el que recibió el premio Monte Verità en 1982. En esta obra recrea mediante maquetas y dibujos los distintos estados de ánimo que le inspira la ciudad de Bilbao. Fue un agudo observador de la sociedad, y de la coexistencia de tradiciones locales y de una modernidad, a veces, impostada.
Su obra más célebre de esta época es Menina, que fue exhibida en la exposición inaugural del Centro de Arte Reina Sofía en 1986 dentro de la exposición Procesos, Cultura y Nuevas Tecnologías. Esta obra se basa en un retrato inacabado de Velázquez de la infanta Margarita. Es una animación generada totalmente por ordenador y se la considera la primera de este tipo en España. Acerca de este medio dijo:

La máquina me ofrece la posibilidad de visualizar un mundo que yo manualmente no podría hacer por mis limitaciones como dibujante. Pero no sólo eso, además me introduce en un mundo distinto. Es dibujar el movimiento, es jugar en un espacio en el que todas las imágenes son posibles, en el que puede ser posible la imagen ideal

A partir de 1987 colabora en la revista mensual "Imagen Vasca", con una serie que titula "La nueva cocina vasca", para la que elabora unos trabajos en los que mezcla pintura, dibujo y collage. También fue ilustrador de diversos libros infantiles, carteles como el de la Semana Grande de Bilbao de 1978 y 1987, o el del Festival Internacional de Cine Documental y Cortometraje de Bilbao (ZINEBI) de 1978 y 2008. A principios de la década de 1990 observó (y plasmó en dibujos y collages) el giro que experimentaba Bilbao, de una economía fabril en extinción a un nuevo modelo de ciudad turística espoleado por el Museo Guggenheim, entonces en fase de construcción. En 2008 colaboró con el cuaderno literario Gvero.
En su última etapa combinó su faceta de ilustrador con el videoarte. Trabajaba con láser y escenarios virtuales. La mayor parte de su obra la desarrolló en ámbitos virtuales tales como Second Life, donde emplea su avatar Max Bilbao, personaje subacuático que habita en la Ría de Bilbao. 
A lo largo de su trayectoria también colaboró en programas infantiles de Televisión Española y en guiones cinematográficos.

## Exposiciones
Su primera exposición como artista individual la realizó en Bilbao en 1973 en la sala Lúzaro. Posteriormente, ha expuesto en otras galerías bilbaínas como Arthogar, Kaskagorri y Aritza, y en el año 2000 en la Sala de Exposiciones de Bidebarrieta dentro de las actividades de Kulturgunea acerca del 700 aniversario de la ciudad de Bilbao.
Ha participado en exposiciones colectivas como en 1986 en Procesos, Cultura y Nuevas Tecnologías en la exposición inaugural del Centro de Arte Reina Sofía denominado  en el año 1990 Museo Reina Sofía, donde presentó su célebre Menina y, en este mismo museo, volvió a exponer en La imagen sublime (1991) y Visionarios españoles (1993). Fuera de España ha expuesto su obra en el Centro Pompidou de París en 1990 y, antes, en la Cité de la Science en La Villette de la capital francesa (1989).

## Premios y reconocimientos
- Premio Nacional de Guiones de Cine para la Infancia, 1975
- Premio Lazarillo de Ilustración por El saco de leña, 1983
- Premio Monte Verità del Festival de Vídeo de Locarno (Suiza) por Bilbao, la Muerte, 1982
- Premio Nacional de Ilustración Infantil, 1983
- Homenaje en el Salón del Cómic de Getxo, 2009
- El libro La ciudad de la lluvia, fue seleccionada en el VI Simposio sobre Literatura Infantil y Lectura, organizado por la Fundación Germán Sánchez Ruipérez, en junio de 2000 como una de las cien obras de la literatura infantil española del siglo XX.

## Obra